# Славјански базар у Витепску
Међународни фестивал уметности „Славјански базар у Витепску“  (блр. Міжнародны фестываль мастацтваў «Славянскі базар у Віцебску», рус. Международный фестиваль искусств "Славянский базар в Витебске"), такође познат као Словенски базар годишњи је фестивал који се одржава у Витепску у Белорусији под покровитељством белоруске владе од 1992. године. Његов главни програм је посвећен словенској музици. Главни учесници су уметници из Русије, Белорусије, Украјине, земаља бивше Југославије, Пољске, Бугарске са гостима из многих других земаља, како словенских тако и несловенских.

## Историја
Претеча фестивала био је „Фестивал пољске песме у Витепску“  (пољ. :pl:Festiwal Piosenki Polskiej w Witebsku). Витепск је изабран за домаћина фестивала у складу са договорима са пољским градом Зјелона Гора где је „Фестивал совјетске песме“ (пољ. Festiwal Piosenki Radzieckiej) одржава се од 1965. године. Главно место данашњег фестивала, Амфитеатар, изграђено је специјално за ту прилику 1988. године.
Одржана су само два издања „Фестивала пољске песме у Витепску“: 1988. и 1990. године. Након распада Совјетског Савеза, културне везе између земаља бившег совјетског блока су прекинуте. Тако се појавила идеја да се организује културни аранжман како би се приказала културна разноликост словенских народа. Први Славјански базар отворен је 1992. године. Организовала га је белоруска влада уз финансијску подршку Русије и Украјине. Главни циљ првог фестивала био је покушај да се белоруска публика упозна са поп и фолк трендовима из словенских земаља.
Године 1993. фестивал је постао члан Међународне федерације фестивалских организација.
Фестивал је награђен дипломом „Фестивал године 2000. године“ „за беспрекоран квалитет организације, професионализам, гостопримство и промоцију племенитих хуманистичких циљева на међународном плану“.

## Такмичење
Током фестивала одржава се и такмичење младих певача. Има две етапе, свака се одржава посебног дана. Првог дана такмичари треба да изведу песму на националном језику земље коју такмичар представља. Сви вокали се певају уживо уз помоћ пратеће нумере. Другог дана такмичари изводе песму композитора из било које словенске земље на било ком од словенских језика. На овој сцени сви вокали морају бити певани уживо уз Национални концертни оркестар Белорусије под диригентском палицом Михаила Финберга.
| Година | Држава      | Победници              |
| ------ | ----------- | ---------------------- |
| 1992   | Украјина    | Олекса Берест          |
| 1993   | Украјина    | Таисиа Повалии         |
| 1994   | Југославија | Милан Шћеповић — Шћепа |
| 1995   | Југославија | Филип Жмахер           |
| 1996   | Украјина    | Руслана                |
| 1997   | Југославија | Светлана Славковић     |
| 1998   | Израел      | Рафаел Дахан           |
| 1999   | Југославија | Жељко Јоксимовић       |
| 2000   | Македонија  | Тоше Проески           |
| 2001   | Русија      | Теона Долникова        |
| 2002   | Југославија | Милован Зимоњић        |
| 2003   | Белорусија  | Максим Сапатсков       |
| 2004   | Белорусија  | Пиотр Елфимов          |
| 2005   | Белорусија  | Полина Смолова         |
| 2006   | Русија      | Оксана Богословскаја   |
| 2007   | Украјина    | Наталиа Краснианскаиа  |
| 2008   | Литванија   | Дони Монтел            |
| 2009   | Русија      | Дмитри Даниленко       |
| 2010   | Хрватска    | Дамир Кеџо             |
| 2011   | Белорусија  | Алиона Ланскаиа        |
| 2012   | Македонија  | Боби Мојсоски          |
| 2013   | Пољска      | Мицхаł Кацзмарек       |
| 2014   | Мексико     | Родриго де ла Кадена   |
| 2015   | Казахстан   | Димаш Кудаиберген      |
| 2016   | Белорусија  | Алекеи Грос            |
| 2017   | Украјина    | Влад Ситник            |
| 2018   | Romania     | Марцел Росца           |
| 2019   | Казахстан   | Адилкан Макин          |
| 2020   | Белорусија  | Раман Волазнеу         |
| 2021   | Казахстан   | Рукхиа Баидукенова     |